# Андреев, Константин Петрович
Константи́н Петро́вич Андре́ев (1853—1919) — русский метеоролог, морской офицер, военный гидрограф.

## Биография
Родился 2 октября 1853 года в Ревеле в семье морского офицера.
В 1874 году после окончания Морского корпуса в звании мичмана вёл гидрографические работы в Балтийском море.
В 1878 году окончил гидрографическое отделение Николаевской морской академии и продолжил работы на Балтийском море уже в чине лейтенанта.
В 1881 году при обсуждении вопроса о начальнике станции, в рамках подготовки к проведению I МПГ и организации русской полярной станции на Новой Земле, из трёх кандидатов выбрали Андреева, имя которого назвал начальник гидрографической съёмки Балтийского моря Н. Л. Пущин, представивший его как лучшего офицера своей экспедиции. Поддержали этот выбор академик М. А. Рыкачёв и начальник Гидрографического департамента генерал-лейтенант Корпуса Флотских Штурманов Ф. Ф. Веселаго.
В 1882—1883 годах, будучи прикомандированным к Императорскому Российскому Географическому Обществу, Андреев возглавлял Русскую международную полярную станцию в Малых Кармакулах на Новой Земле, а затем в течение трех лет занимался обработкой полученных материалов.
В 1887 году он руководил гидрографической партией, проводившей съёмку и промер Онежского озера.
В 1888 году лейтенант Андреев был назначен начальником Отдельной съёмки Восточного океана. Прибыл на канонерской лодке «Нерпа» 5 июля и убыл обратно 19 августа 1888 года.
В конце 1880-х годов исследовал Мурманский берег.
В начале 1890-х — капитан, затем — подполковник (1891). До 1893 года под его руководством велись гидрографические работы в заливе Петра Великого, на Южном Сахалине, у острова Монерон и в Амурском лимане. В этот период он неоднократно читал лекции в Обществе изучения Амурского края.
С 1893 года — начальник отдельной съёмки и промера в Чёрном море в звании подполковника, затем полковника (с 1897 года).
С 1904 года — генерал-майор Корпуса Флотских Штурманов (КФШ).
В 1908 году в звании генерал-лейтенанта был уволен в отставку.
Умер от голода в Петрограде в 1919 году и похоронен на Смоленском православном кладбище.
В честь К. П. Андреева названы:
- мыс Андреева (Карское море, Югорский полуостров, восточнее Амдермы, название присвоено в 1901 году участниками Гидрографической экспедиции Северного Ледовитого океана[2].
- бухта Андреева (Японское море, Залив Петра Великого, Уссурийский залив, бухта обследована в 1888—1893 гг., тогда же присвоено название)[2];
- мыс Андреева (Японское море, Залив Петра Великого, Залив Посьета, мыс обследован в 1888 году экипажем корвет «Витязь», тогда же было присвоено название мысу)[2];
- мыс Андреева (Японское море, Залив Петра Великого, остров Попова, название мысу присвоено не позже 1893 года)[2];
- мыс Андреева (Японское море, Залив Петра Великого, Залив Посьета, бухта Экспедиции, мыс впервые нанесён на карту в 1863 году экспедицией под руководством В. М. Бабкина, название присвоено в 1888—1893 годах)[2].

## Награды
- орден Св. Станислава 3 ст
- орден Св. Станислава 2 ст.
- орден Св. Анны 3 ст.
- орден Св. Анны 2 ст.
- орден Св. Владимира 4 ст.
- орден Св. Владимира 3 ст.

## Труды
- «Труды русской полярной станции на Новой Земле». Ч. I. Магнитные наблюдения (СПб., 1891; этот труд одновременно вышел и на нем. языке), издан. Имп. Рус. Геогр. Общ.
- «Метеорологические наблюдения» (СПб., 1886). Часть II. Обе части вышли под редакцией Р. Э. Ленца, издан. Имп. Рус. Геогр. Общ.